# اللغة اليقوية
اللغة اليَقْوِيَّة أو لغة اليَقوَة شمال شرق بيرو من قبل شعب يقوة. اعتبارًا من عام 2005 ، يبدو أن عددًا قليلاً من المتحدثين قد هاجروا عبر الحدود البيرويّة الكُلُمبية بالقرب من مدينة لِتِسية. ثلث السكان هم أحادي اللغة ، واليقوة هي لغة التدريس في المدارس الابتدائية المحلية.